# 御上先生
『御上先生』（みかみせんせい）は、2025年1月19日から3月23日までTBS系「日曜劇場」枠にて放送されたテレビドラマ。主演は松坂桃李。東大卒のエリート文科省官僚の御上孝が、新規に制定された官僚派遣制度により事実上の左遷として私立高校「隣徳学院」への出向が命じられ、高校3年生の担任として教壇に立つ姿を描く。
撮影場所には神奈川県横浜市中区に所在する聖光学院中学校・高等学校職員室を利用し、同校の生徒や教師もエキストラとして多数出演している。

## キャスト

### 主人公と中心人物
御上孝（みかみ たかし）
演 - 松坂桃李（少年期：小川冬晴）
3年2組の担任。数学教師。
東大卒の文科省官僚。官僚派遣制度によって私立高校への出向が命じられ、3年2組の担任となった。
是枝文香（これえだ ふみか）
演 - 吉岡里帆
3年2組の副担任。国語教師。
金八先生に憧れて、先生になった。
神崎拓斗（かんざき たくと）
演 - 奥平大兼
3年2組の男子生徒。報道部の部長で、ジャーナリスト志望。カリスマ性がある。
1年前に女性教師の不倫を学校の記事に出して退職に追い込んだことがある。
富永蒼（とみなが あおい）
演 - 蒔田彩珠
3年2組の女子生徒。
細かいことは気にしないサバサバした性格。神崎とは幼馴染。
次元賢太（つぎもと けんた）
演 - 窪塚愛流
3年2組の男子生徒。元数学部。
社交的で人懐っこい性格。
槙野恭介（まきの きょうすけ）
演 - 岡田将生
御上の同期の文科省官僚。
御上とは狭き門と言われる官僚の同期として共にしのぎを削ってきた。

### 隣徳学院

#### 3年2組
椎葉春乃（しいば はるの）
演 - 吉柳咲良
責任感が強く人にも自分にも厳しい。千木良と仲良し。
宮澤涼（みやざわ りょう）
演 - 豊田裕大
慶應義塾大学志望。要領の悪いことが嫌い。元軽音部。
東雲温（しののめ たずね）
演 - 上坂樹里
考え込みがちな真面目な性格。元吹奏楽部。
千木良遥（ちぎら はるか）
演 - 髙石あかり
真面目で優しく友達思い。椎葉と仲が良い。元華道部。
徳守陣（とくもり じん）
演 - 八村倫太郎
慶應義塾大学への進学を希望。クラスのマスコット的存在。元剣道部。
冬木竜一郎（ふゆき りゅういちろう）
演 - 山下幸輝
皮肉屋で理屈っぽい性格。クラスでは目立たない。元数学部。
和久井翔（わくい かける）
演 - 夏生大湖
全国模試一位の開校以来の秀才。
倉吉由芽（くらよし ゆめ）
演 - 影山優佳
明るく自分の意見を持っている。クラスでは少し孤立気味。帰国子女。
櫻井未知留（さくらい みちる）
演 - 永瀬莉子
好き嫌いがはっきりしていて気が強い性格。法学部志望。
安西淳平（あんざい じゅんぺい）
演 - 森愁斗
活発で前向きな性格。元サッカー部。
小栗天音（おぐり あまね）
演 - 安斉星来
東京藝術大学への進学を希望。クラスの出来事にはあまり立ち入らない。
晴山奈緒（はれやま なお）
演 - 矢吹奈子
クラスの人気者。横浜国立大学志望。元ダンス部。
香川大樹（かがわ だいき）
演 - 今井柊斗
成績優秀で、クラスでも目立つタイプ。元バスケ部のキャプテン。
波多野侑（はたの たすく）
演 - 真弓孟之
クラスのお調子者の盛り上げ役。成績優秀で、噂話が好き。元バスケ部。
榎本咲良（えのもと さくら）
演 - 西本まりん
優しくて繊細な性格で、読書好き。是枝のことを慕っている。
遠田祥子（おんだ しょうこ）
演 - 花岡すみれ
年齢のわりに大人っぽい雰囲気を持つ。法学部志望。
戸隠栞（とがくし しおり）
演 - 野内まる
成績優秀。高校2年の夏から村岡と交際中。元生徒会の書記。
村岡渉（むらおか わたる）
演 - 山田健人
リーダーシップの持ち主。クラスのバランサー。戸隠と交際中。元生徒会長。
伊原宙（いはら そら）
演 - 渡辺色
気弱で自己主張しない性格。元天文学部。
高梨晋太郎（たかなし しんたろう）
演 - 青山凌大
前向きな性格で、クラスのムードメーカー。
川島圭祐（かわしま けいすけ）
演 - 藤本一輝
冷静沈着で口数は少ないがツッコミがうまい。元バレー部。
よくパソコンをいじっている。
遠藤雄大（えんどう ゆうだい）
演 - 唐木俊輔
正義感が強くて自分に自信がある性格。元水泳部。
綾瀬智花（あやせ ともか）
演 - 大塚萌香
無口で大人っぽい性格で面倒見がいい。晴山と仲良し。元ダンス部。
市原穂波（いちはら ほなみ）
演 - 鈴川紗由
ふわふわ系の個性的な性格。声優オタク。
金森絵麻（かなもり えま）
演 - 芹澤雛梨
好奇心旺盛で芯が強い性格。将来は個性派俳優になりたい。元軽音部。
名倉知佳（なぐら ちか）
演 - 白倉碧空
努力家。明るく親しみやすい性格。元バスケ部のマネージャー。

#### 教員
溝端完（みぞはた たもつ）
演 - 迫田孝也
3年の学年主任。
国家公務員試験に落ちた経歴を持つ。
一色真由美（いっしき まゆみ）
演 - 臼田あさ美（高校生時：守殿愛生）
養護教諭。
学生時代は御上兄弟と同じ啓陵学園に通っていた。
吉川智明（よしかわ ともあき）
演 - 上川拓郎
社会科・地理の教師。
山添修（やまぞえ おさむ）
演 - 篠原悠伸
社会科・世界史の教師。
片桐敏也（かたぎり としや）
演 - 松角洋平
校長。
古代真秀（こだい まさひで）
演 - 北村一輝
理事長。

### 文部科学省
津吹隼人（つぶき はやと）
演 - 櫻井海音
御上の後輩。
塚田幸村（つかだ ゆきむら）
演 - 及川光博
文科省総合教育政策局局長。御上の上司。

### その他
中岡壮馬（なかおか そうま）
演 - 林泰文
神出鬼没な男。
冴島悠子（さえじま ゆうこ）
演 - 常盤貴子
元隣徳学院の教師。今はコンビニでパートとして働いている。国家公務員採用総合職試験会場殺人事件の犯人の母親。
真山弓弦（まやま ゆづる）
演 - 堀田真由（第2話 - ）（幼少期：有田麗未）
国家公務員採用総合職試験会場殺人事件の犯人。冴島悠子の娘。
渋谷友介（しぶたに ゆうすけ）
演 - 沢村玲（第1話 - ）
国家公務員採用総合職試験会場で真山弓弦に刺殺された被害者。司法試験に専念するために滑り止めで受けていた。
戸倉樹
演 - 高橋恭平
繁華街で週刊誌の殺人事件の見出しを見つめる謎の青年。実は隣徳学院の卒業生で、冴島悠子の元教え子。

### ゲスト

#### 第1話
御上宏太
演 - 新原泰佑（第2話・第3話・第5話 - 第7話・最終話）
孝の兄。22年前、学校の放送室で声明文を全校放送したのち自死。
是枝怜子
演 - 秋山菜津子（第8話）
是枝文香の母。
是枝雅和
演 - 今井朋彦（第8話・第9話）
是枝文香の父。
小島光太郎
演 - 小島よしお
隣徳ゼミナール東大コース数学科講師。
九重翔一
演 - 浪川大輔
隣徳ゼミナール東大コース国語科講師。
女将、店主
演 - 山口香緒里、岩戸秀年
御上が霞が関勤務の時に行きつけだった中華料理店。
受験生
演 - 河津未来（第3話）
国家公務員試験受験生。渋谷が刺されたのを見て悲鳴をあげる。
生徒
演 - 寺島弘樹、内田蓮、夏生ひまり、八神慶仁郎、小島怜珠
百人一首サークルやeスポーツ部を作りたいと古代に相談する生徒達。
生徒
演 - 山田橙矢
神崎拓斗に校庭で声を掛けられる眼鏡の1年生。
その他
八代真央、江藤愛

#### 第2話
神崎知恵
演 - 知花くらら（第5話）
神崎拓斗の母。
筒井康介
演 - 高久慶太郎
冴島悠子と不倫していた教師。現在は隣徳ゼミナール東大コース英語科講師。
店長
演 - 大水洋介（第3話・第4話）
冴島悠子が働くコンビニ「サニーストップ」の店長。
職員
演 - 山田姫奈
霞が関勤務時代の御上の文部科学省同僚職員。妊婦。
記者
演 - 羊華、光永聖（第3話）、石川誠
週刊誌・ゴシップ誌の記者。
キャスター
演 - 南後杏子
テレビで古代真秀をインタビューする。

#### 第3話
神崎栄治
演 - 東根作寿英（第8話・最終話）
神崎拓斗の父親。東都新聞の政治部記者。
次元珠代
演 - 山田真歩（第9話）
次元賢太の母親。
ルパン
声 - 栗田貫一（第4話・第6話 - 最終話）
次元賢太が組み立てた音声認識するオリジナルの人工知能。

#### 第4話
滝沢雄一郎
演 - 井上肇
かつて御上に目をかけていた文部科学副大臣。隣徳学院の文化祭を視察する。
東雲の父
演 - 関智一
中学校の教師だったが、独自の教材で授業を行い、学習指導要領違反に問われ失職した。
職員
演 - 橋本恵一郎
東京拘置所職員。真山弓弦との面会を希望した神崎に対応する。
店員
演 - 越村友一（第5話・第6話）
中岡が利用するバーの店員。

#### 第5話
生徒
演 - 中村竜大
理事長室登校をする隣徳学院の1年生。
渋谷加奈子
演 - 芳野友美
渋谷友介の母親。
真山隆文〈56〉
演 - 安藤彰則（第8話）
真山弓弦の父親で冴島悠子の別れた夫。城応大学教授。松戸市教育委員会委員。
記者
演 - 板倉武志、小倉史也
御上の過去を告発するFAXが送られてきた雑誌の記者。
司会者
演 - 蓮見孝之（TBSアナウンサー）
「高校生ビジネスプロジェクトコンクール 2024」の司会者。
審査員
演 - 松熊つる松、山本直輝（役名：花田幸太郎）
同上コンクールの審査員。
刑務官
演 - ささきみえ（第6話・第9話・最終話）
東京拘置所の刑務官。
その他
合田ケイト

#### 第6話
御上苑子
演 - 梅沢昌代（第9話）
御上兄弟の母親。事件以来、孝のことを宏太と呼んでいる。
女性
演 - 山本道子
休業中の和菓子店「椎の葉」の前で、椎葉家の事情を是枝文香に教える。
椎葉の祖父
演 - 春延朋也（第7話）
認知症を患っている。

#### 第7話
津吹麻衣
演 - 工藤遥
津吹隼人の妻。妊娠中。
小林、佐々木
演 - 竹森千人、村田凪
椎葉春乃が万引きをしたドラッグストアの店長と店員。
高見唯人
演 - 林裕太（第9話・最終話）
故人。病院に搬送された槙野恭介のかつての部下。
医師
演 - 宮森右京
高見を搬送する救急救命医。
その他
演 - 森寧々

#### 第8話
髙志（こし）
演 - 猪征大
髙志印刷会社の現在の代表。先代は商工会から隣徳学院への寄付の取りまとめをしていた。

#### 第9話
後輩
演 - 三宅亮輔
文部科学省での槙野の同僚。津吹の見舞いのため半休を取る槙野を咎める。
千木良萌香
演 - 泉有乃（最終話）
千木良遥の妹。
店員
演 - 髙橋慧斗
富永蒼行きつけのゲームセンターの店員。
客
演 - 高橋聖那、飯田倫太郎
ゲームセンターの客。店の外でうずくまっている女子高生の噂話をしている。

#### 最終話
千木良誠
演 - 和田聰宏
千木良遥の父親。衆議院議員。
高見の父、高見の母
演 - 中根徹、島邑みか
葬儀に参列する槙野を追い返す。
富士崎
演 - 松田ジロウ
警視庁捜査二課刑事。
司会者
演 - 熊崎風斗（TBSアナウンサー）
古代理事長の記者会見の司会者。

## スタッフ
- 脚本 - 詩森ろば[1]
- 脚本協力 - 畠山隼一、岡田真理[1]
- 音楽 - 鷺巣詩郎[68]
- 主題歌 - ONE OK ROCK「Puppets Can't Control You」（Fueled By Ramen / Warner Music Japan）[69]
- 演出 - 宮崎陽平、嶋田広野、小牧桜[1]
- プロデューサー - 飯田和孝、中西真央、中澤美波[1]
- 教育監修 - 西岡壱誠[1]
- 学校教育監修 - 工藤勇一[1]
- 製作著作 - TBS[1]

## 放送日程
| 各話                                                                         | 放送日  | サブタイトル                  | ラテ欄                                                    | 演出     | 視聴率 |
| ---------------------------------------------------------------------------- | ------- | ----------------------------- | --------------------------------------------------------- | -------- | ------ |
| EPISODE1                                                                     | 1月19日 | -destruction-                 | 歪んだ日本教育の闇 不条理と戦う官僚教師 若者よ立ち上がれ! | 宮崎陽平 | 12.2%  |
| EPISODE2                                                                     | 1月26日 | -awareness-                   |                                                           | 宮崎陽平 | 11.2%  |
| EPISODE3                                                                     | 2月02日 | -beginning-                   |                                                           | 宮崎陽平 | 11.3%  |
| EPISODE4                                                                     | 2月09日 | -fate-                        |                                                           | 嶋田広野 | 10.3%  |
| EPISODE5                                                                     | 2月16日 | -confidence-                  |                                                           | 嶋田広野 | 10.0%  |
| EPISODE6                                                                     | 2月23日 | -confession-                  |                                                           | 宮崎陽平 | 09.1%  |
| EPISODE7                                                                     | 3月02日 | -delusion-                    |                                                           | 小牧桜   | 10.2%  |
| EPISODE8                                                                     | 3月09日 | -strategy-                    |                                                           | 嶋田広野 | 10.6%  |
| EPISODE9                                                                     | 3月16日 | -joker-                       |                                                           | 小牧桜   | 10.7%  |
| Last Episode                                                                 | 3月23日 | - Puppets can't control you - |                                                           | 宮崎陽平 | 11.8%  |
| 平均視聴率 10.7%（視聴率はビデオリサーチ調べ、関東地区・世帯・リアルタイム） |         |                               |                                                           |          |        |

- 初回は21時 - 22時19分の25分拡大放送。
- 第2話は21時 - 22時9分の15分拡大放送。
- 最終話は21時 - 22時19分の25分拡大放送。

## スピンオフショートドラマ
『御上先生には内緒。』のタイトルで、番組公式TikTokアカウント、UniReel、TVerにて、本作品の第1話放送翌日となる1月20日から第9話放送翌日の3月17日まで全7回の配信を実施。当初、全8回の配信を予定していたが、3月10日の配信はなく全7回となっている。

### キャスト（スピンオフショートドラマ）

#### 1限目（スピンオフショートドラマ）
- 徳守陣 - 八村倫太郎[74]（4限目）
- 冬木竜一郎 - 山下幸輝[74]
- 和久井翔 - 夏生大湖[74]
- 綾瀬智花 - 大塚萌香[74]（6限目）

#### 2限目（スピンオフショートドラマ）
- 安西淳平 - 森愁斗
- 小栗天音 - 安斉星来
- 名倉知佳 - 白倉碧空（6限目）
- 是枝文香 - 吉岡里帆

#### 3限目（スピンオフショートドラマ）
- 神崎拓斗 - 奥平大兼
- 晴山奈緒 - 矢吹奈子
- 榎本咲良 - 西本まりん（7限目）
- 遠田祥子 - 花岡すみれ（7限目）
- 市原穗波 - 鈴川紗由
- 金森絵麻 - 芹澤雛梨

#### 4限目（スピンオフショートドラマ）
- 櫻井未知留 - 永瀬莉子
- 伊原宙 - 渡辺色
- 川島圭祐 - 藤本一輝

#### 5限目（スピンオフショートドラマ）
- 次元賢太 - 窪塚愛流
- 倉吉由芽 - 影山優佳
- 戸隠栞 - 野内まる
- 村岡渉 - 山田健人
- 高梨晋太郎 - 青山凌大

#### 6限目（スピンオフショートドラマ）
- 千木良遥 - 髙石あかり
- 波多野侑 - 真弓孟之

#### 7限目（スピンオフショートドラマ）
- 宮澤涼 - 豊田裕大
- 椎葉春乃 - 吉柳咲良
- 香川大樹 - 今井柊斗

### スタッフ（スピンオフショートドラマ）
- 演出・脚本 - 伊吹（伊吹とよへ）（QREATION）[74]、小森裕己[74]
- プロデューサー - 中西真央[74]、藤原倫太郎[74]、米永圭佑（QREATION）[74]
- 制作協力 - QREATION
- 制作著作 - TBS

### 配信日程（スピンオフショートドラマ）
配信回のカウントには、「-限目」（例：第1話→「1限目」）の表記が用いられている。
| 配信回 | 配信日  | サブタイトル                                 |
| ------ | ------- | -------------------------------------------- |
| 1      | 1月20日 | 名前忘れは０点?                              |
| 2      | 1月27日 | 意識してる…?                                 |
| 3      | 2月03日 | 性格診断×スクールカースト                    |
| 4      | 2月10日 | 本命or義理?                                  |
| 5      | 2月17日 | 手をつなぎ隊!!                               |
| 6      | 3月03日 | 初めてコンタクトをつけた日                   |
| 7      | 3月17日 | このシュートが入ったら僕と付き合ってください |

## 受賞
- 第123回ザテレビジョンドラマアカデミー賞[76]
  - 最優秀作品賞
  - 主演男優賞（松坂桃李）
  - ドラマソング賞（ONE OK ROCK『Puppets Can't Control You』）
  - 監督賞（宮崎陽平・嶋田広野・小牧桜）
- TikTok上半期トレンド大賞2025 エンタメ部門[77]

## 映像ソフト
- 「御上先生」Blu-ray BOX、発売日 ‏ : ‎ 2025年8月6日、販売元 ‏ : ‎ TCエンタテインメント
- 「御上先生」DVD BOX、発売日 ‏ : ‎ 2025年8月6日、販売元 ‏ : ‎ TCエンタテインメント

## 関連書籍
- 御上先生　シナリオブック 詩森ろば (著)、2025年4月25日発売、出版社 ‏ : ‎ 扶桑社